# NGC 4629
NGC 4629 (również PGC 42692 lub UGC 7869) – magellaniczna galaktyka spiralna (Sm), znajdująca się w gwiazdozbiorze Panny. Odkrył ją Heinrich Louis d’Arrest 19 lutego 1863 roku.